# Рок, Боб
Роберт (Боб) Дженс Рок (англ. Robert Jens Rock; 19 апреля 1954, Виннипег, Манитоба) — канадский музыкант, звукорежиссёр и продюсер, автор песен. Известен своей работой с группами Aerosmith, The Cult, Bon Jovi, Metallica, Mötley Crüe, The Offspring, Veruca Salt, Simple Plan, Black Veil Brides и другими.

## Биография
Рок начал свою музыкальную карьеру в Лэнгфорде (пригороде Виктории в Британской Колумбии), в качестве гитариста, играя с друзьями — Уильямом Александром и Полом Гайдом в бывшем подвале. После окончания средней школы, Рок уезжает из Виктории и становится одним из основателей группы Payola$, которая стала известна благодаря хиту «Eyes of a Stranger». Песня была использована в качестве саундтрек к фильму «Valley girl» с Николасом Кейджем. В 1983 году Payola$ стали лауреатами премии «Juno» в номинации «Сингл года».
Рок работал в качестве ассистента в Little Mountain Sound Studios в Ванкувере. В 1987 году Payola$ (которая к тому времени сменила своё название на Paul Hyde and the Payolas) вновь изменил своё название на Rock and Hyde выпустили ещё один успешный сингл в Канаде «Dirty Water».
В 1990 году Бобу Року было предложено стать продюсером альбома «Metallica» группы Metallica (часто его называют «Чёрным альбомом»). Основной причиной этого решения была высокая оценка музыкантов Металлики его продюсирования альбома Mötley Crüe «Dr. Feelgood». Black Album был выпущен в 1991 году, и впоследствии Рок продюсировал все альбомы группы до Death Magnetic, спродюсированный Риком Рубином, а на альбоме 2003 года St. Anger Рок был не только продюсером, но и исполнил все басовые партии, так как группа осталась без басиста после ухода Джейсона Ньюстеда.
В 2007 году «Payola$» вернули себе первоначальное название, и вновь стали активно гастролировать записав EP «Langford Part One».
Боб как продюсер и музыкант был удостоен в 2007 году премии Juno за вклад в популярную музыку.

## Дискография

### Музыкант
- 1981 — Payola$ — In a Place Like This
- 1982 — Payola$ — No Stranger to Danger
- 1982 — Strange Advance — Worlds Away
- 1983 — Payola$ — Hammer on a Drum
- 1985 — Paul Hyde & The Payola$ — Here’s the World For Ya
- 1986 — Zappacosta — A to Z — гитарист
- 1987 — Rock and Hyde — Under the Volcano
- 1989 — Mötley Crüe — Dr. Feelgood
- 1992 — Rockhead — Guitar — бэк-вокалист
- 2003 — Metallica — St. Anger — бас-гитарист/соавтор песен
- 2007 — Payola$ — Langford Part 1

### Звукоинженер
- 1979 — Prism — Armageddon
- 1979 — Survivor — Survivor
- 1980 — Private Lines — Trouble in School — помощник инженера
- 1980 — Prism — Young and Restless
- 1980 — Loverboy — Loverboy
- 1980 — Modernettes — Teen City
- 1981 — Loverboy — Get Lucky
- 1982 — Strange Advance — Worlds Away
- 1982 — Payola$ — No Stranger to Danger
- 1983 — Loverboy — Keep it Up
- 1983 — Payola$ — Hammer on a Drum
- 1984 — Krokus — The Blitz
- 1984 — Chilliwack — Look in Look Out
- 1985 — Paul Hyde and the Payolas — Here's the World for Ya
- 1985 — Northern Lights — «Tears are Not Enough»
- 1985 — Black ’n Blue — Without Love
- 1986 — Zappacosta — A to Z
- 1986 — Honeymoon Suite — The Big Prize
- 1986 — Paul Janz — Electricity
- 1986 — Bon Jovi — Slippery When Wet
- 1987 — Rock and Hyde — Under the Volcano
- 1987 — Loverboy — Wildside
- 1987 — Aerosmith — Permanent Vacation
- 1988 — Bon Jovi — New Jersey
- 1989 — Paul Dean — Hard Core

### Продюсер
- 1979 — Young Canadians — Hawaii (EP)
- 1979 — The Subhumans — Death Was Too Kind (EP)
- 1980 — Pointed Sticks — Perfect Youth
- 1981 — Payola$ — In a Place Like This
- 1986 — Zappacosta — A to Z
- 1987 — Rock and Hyde — Under the Volcano
- 1988 — Kingdom Come — Kingdom Come
- 1988 — Colin James
- 1989 — The Cult — Sonic Temple
- 1989 — Blue Murder — Blue Murder
- 1989 — Mötley Crüe — Dr. Feelgood
- 1990 — Little Caesar — Little Caesar
- 1990 — Electric Boys — Funk 'o Metal Carpet Ride
- 1991 — David Lee Roth — A Little Ain't Enough
- 1991 — Metallica — Metallica
- 1991 — Mötley Crüe — Decade of Decadence
- 1992 — Шер — Love Hurts
- 1992 — Bon Jovi — Keep the Faith
- 1992 — Rockhead — Rockhead
- 1993 — The Quireboys — Bitter Sweet & Twisted
- 1994 — Mötley Crüe — Mötley Crüe
- 1994 — The Cult — The Cult
- 1995 — Skid Row — Subhuman Race
- 1996 — Metallica — Load
- 1997 — Metallica — ReLoad
- 1997 — Veruca Salt — Eight Arms to Hold You
- 1998 — Metallica — Garage Inc. (Диск 1)
- 1998 — Bryan Adams — On a Day Like Today
- 1998 — Mötley Crüe — Greatest Hits (new material)
- 1999 — Tal Bachman
- 1999 — Metallica — S&M
- 2000 — Moffatts — Submodalities
- 2000 — Nina Gordon — Tonight and the Rest of My Life
- 2000 — Paul Hyde — Living off the Radar
- 2001 — American Hi-Fi — American Hi-Fi
- 2001 — Antifreez — The Sunshine Daisies
- 2001 — The Cult — Beyond Good and Evil
- 2002 — Our Lady Peace — Gravity
- 2003 — Tonic — Head on Straight
- 2003 — Metallica — St. Anger
- 2004 — The Tea Party — Seven Circles
- 2004 — Simple Plan — Still Not Getting Any...
- 2005 — Mötley Crüe — Red, White & Crüe (new material)
- 2005 — Our Lady Peace — Healthy in Paranoid Times
- 2006 — Nina Gordon — Bleeding Heart Graffiti
- 2006 — Lostprophets — Liberation Transmission
- 2006 — Joan Jett & the Blackhearts — Sinner
- 2006 — The Tragically Hip — World Container
- 2007 — Payola$ — Langford Part 1
- 2007 — Michael Bublé — Call Me Irresponsible
- 2008 — Gavin Rossdale — Wanderlust
- 2008 — The Offspring — Rise and Fall, Rage and Grace
- 2008 — The Sessions — The Sessions Is Listed As In A Relationship
- 2008 — D.O.A. — Northern Avenger
- 2009 — The Tragically Hip — We Are The Same
- 2009 — 311 — Uplifter
- 2010 — Bush — Everything Always Now
- 2012 — The Offspring — Days Go By
- 2012 — Нелли Фуртадо — The Spirit Indestructible
- 2013 — Майкл Бубле — To Be Loved
- 2014 — Black Veil Brides — Black Veil Brides
- 2016 — The Cult — Hidden City
- 2017 — RSO — Rise
- 2019 — Брайан Адамс — Shine a Light